# Cattedrale di San Gerlando
Il duomo d’Agrigento, ufficialmente cattedrale metropolitana di San Gerlando, è il principale luogo di culto cattolico di Agrigento, in Sicilia, chiesa madre dell'omonima arcidiocesi metropolitana. Dal 1940 è monumento nazionale. Nel dicembre del 1951 papa Pio XII la elevò alla dignità di basilica minore.

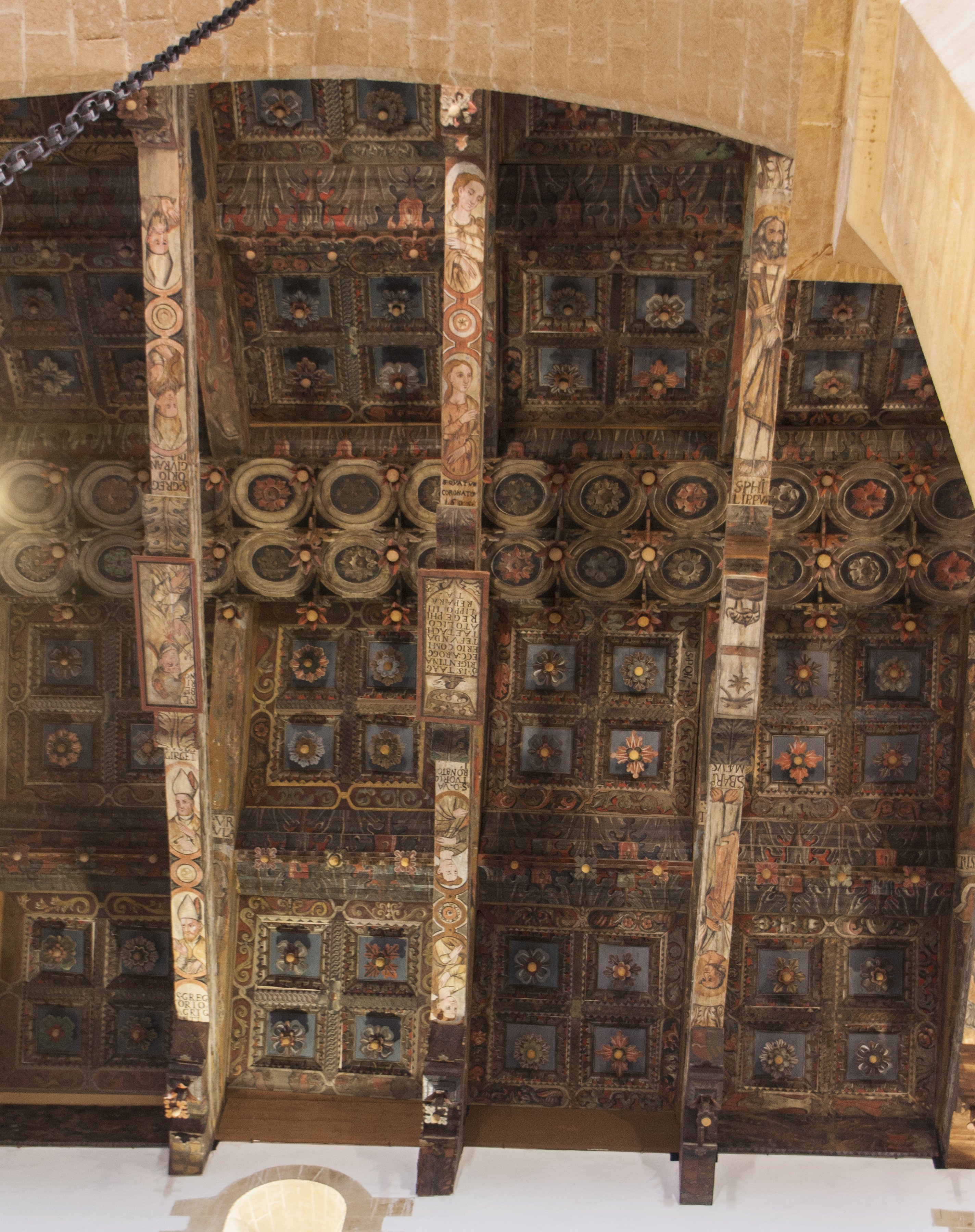
Tetto della navata principale.

## Storia
- Epoca romana: catacombe e tombe attestano la presenza di una solida comunità cristiana e luoghi di culto in città tra il II e il III secolo.
- Epoca bizantina: la chiesa di Santa Maria dei Greci edificata sulle rovine del Tempio di Atena Lindia e Zeus Atabyrios costituisce il primo nucleo e la cattedra della nascente diocesi.
- Epoca araba: soppressione della diocesi di Agrigento.

### Epoca normanna
In epoca normanna nell'ambito del processo di rilatinizzazione in seguito alla conquista operata dal Gran Conte Ruggero è rifondata la diocesi dei "due mari". Con la fondazione e la nomina alla cattedra vescovile di Gerlando di Besançon, cugino del conte nel 1088, nasce l'esigenza di un luogo di culto capace e all'altezza dello splendore del nascente regno.
Il sito è identificato nella parte più alta e occidentale della collina di Girgenti. La costruzione è avviata immediatamente dopo la conquista della città avvenuta nel 1087 e portata a termine nel 1094, anno coincidente con l'edificazione di splendide cattedrali in Sicilia. Consacrata originariamente alla Madonna Assunta, titolo storico della cattedrale agrigentina.
- 1128-1141, Torre di Gualtiero, torre difensiva edificata dal vescovo Gualtiero resistente fino al XIX secolo allorquando Pietro Maria d'Agostino la fece abbattere per rinforzare, con un gran muraglione, la parte settentrionale dell'edificio.

- 1198, Causa frana determinata dal terreno instabile sul costone nord, la costruzione è documentata collassata e distrutta. In effetti la friabilità dello sperone roccioso e i frequenti, distruttivi terremoti in Sicilia determineranno numerosi smottamenti originando danni continui e lunghi cantieri di ricostruzione, come avviene nel periodo a cavallo del XII e XIII secolo.

### Epoca sveva
Ribelli d'origine saracena, incontrollati esponenti della trascorsa dominazione, inducono Federico II di Svevia ad utilizzare la cattedrale come presidio militare.
- 1240-1264, Rainaldo D'Acquaviva provvede a riedificare ed abbellire la cattedrale e l'episcopio perché crollati e diruti. Solenne riconsacrazione nel 1248.

Nel 1244, un nuovo crollo dovuto ad una frana del costone occidentale, causa nuove distruzioni. In seguito alla ricostruzione operata dal vescovo Bertoldo di Labro è dedicata a San Gerlando il 4 aprile 1315.
Nel 1320c. è attuata la costruzione del torrione settentrionale per scopi difensivi e d'avvistamento, manufatto esistente fino al 1835 e in seguito sostituito con un bastione.
- 1330c., Marchisia Prefoglio, nobildonna agrigentina, moglie di Federico I Chiaramonte, è sepolta in un sarcofago di marmo.

### Epoca aragonese
Il 27 giugno 1386 Papa Urbano VI aderisce all'iniziativa del vescovo Matteo de Fugardo con l'emanazione di una bolla pontificia concedendo l'indulgenza parziale a quanti avessero contribuito alla ricostruzione del Duomo. Le cronache del tempo attestano che il contributo più cospicuo venne da parte di Matteo Chiaramonte, rampollo della più potente famiglia dell'epoca. Un altro influente del tempo Giovanni Montaperto Chiaramonte, canonico della cattedrale, in seguito vescovo di Mazara del Vallo, realizzò nel 1470 il nuovo campanile, che però rimase incompleto.
Gli interventi comportarono l'ingrandimento del monumento con l'attuale pianta a croce latina.

### Epoca spagnola
Papa Giulio II, il mecenate degli artisti, accoglie la richiesta di Giuliano Cybo per la concessione dell'indulgenza plenaria per tutti coloro che avrebbero contribuito a concorrere alle consistenti spese necessarie al restauro della cattedrale.
I lavori realizzati per disposizione di monsignor Juan Orozco Covarrubias y Leiva all'inizio del XVII secolo furono disastrosi: gli stucchi appesantivano colonne e pareti, la trasformazione degli archi ogivali in ribassati archi a tutto sesto, nonché l'ingrandimento delle navate in profondità. Ciò comportò la realizzazione delle absidi e di un vero e proprio transetto coperto con cupola fittizia. Fino ad allora i principali altari erano addossati al muro perimetrale grossomodo corrispondente all'attuale arco trionfale.
- 1658, Il vescovo Francesco Gisulfo e Osorio ornò la cattedrale con stucchi dorati e nuovi dipinti realizzati dal celebre artista Michele Blasco. Arricchì inoltre l'interno con due bellissimi organi,  candelabri, vasi d'argento, altre preziose suppellettili e l'arca argentea di San Gerlando.
- 1682, Altri danni si verificano sotto il mandato di monsignor Francesco Maria Rini seguiti da restauri per il ripristino delle linee originali.

Il monumento risente di nuovi danni a seguito del terremoto del Val di Noto del 1693 e quelli causati dalla frana del 1745.
Nel XIX secolo Pietro Maria d'Agostino fece abbattere la Torre di Gualtiero per rinforzare, con un gran muraglione, la parte settentrionale dell'edificio.

### Epoca contemporanea
- (1888-1902), Restauri di Giuseppe Patricolo.
- (1905-1918), Restauri di Giuseppe Rao.
- (1919-1933), Restauri di Francesco Valenti.
- (1943-1963), Restauri di Mario Guiotto, Armando Dillon e Giuseppe Giaccone.

- 1959, Papa Pio XII la eleva a rango di basilica minore.
- 1966, Una nuova frana fra il 19 e 20 luglio minaccia le strutture. Durante i lavori di restauro la chiesa di San Domenico assunse il titolo temporaneo di concattedrale.
- 2011, Il 25 febbraio la struttura viene dichiarata inagibile a causa della friabilità del costone su cui è costruita e quindi chiusa al pubblico.
- 2014, Una parte del Monumento è riaperta per la fruizione religiosa e turistica.
- (2017-2019), Restauri e consolidamento del costone.
- 2019, Struttura completamente riaperta al pubblico.[5]

## Descrizione

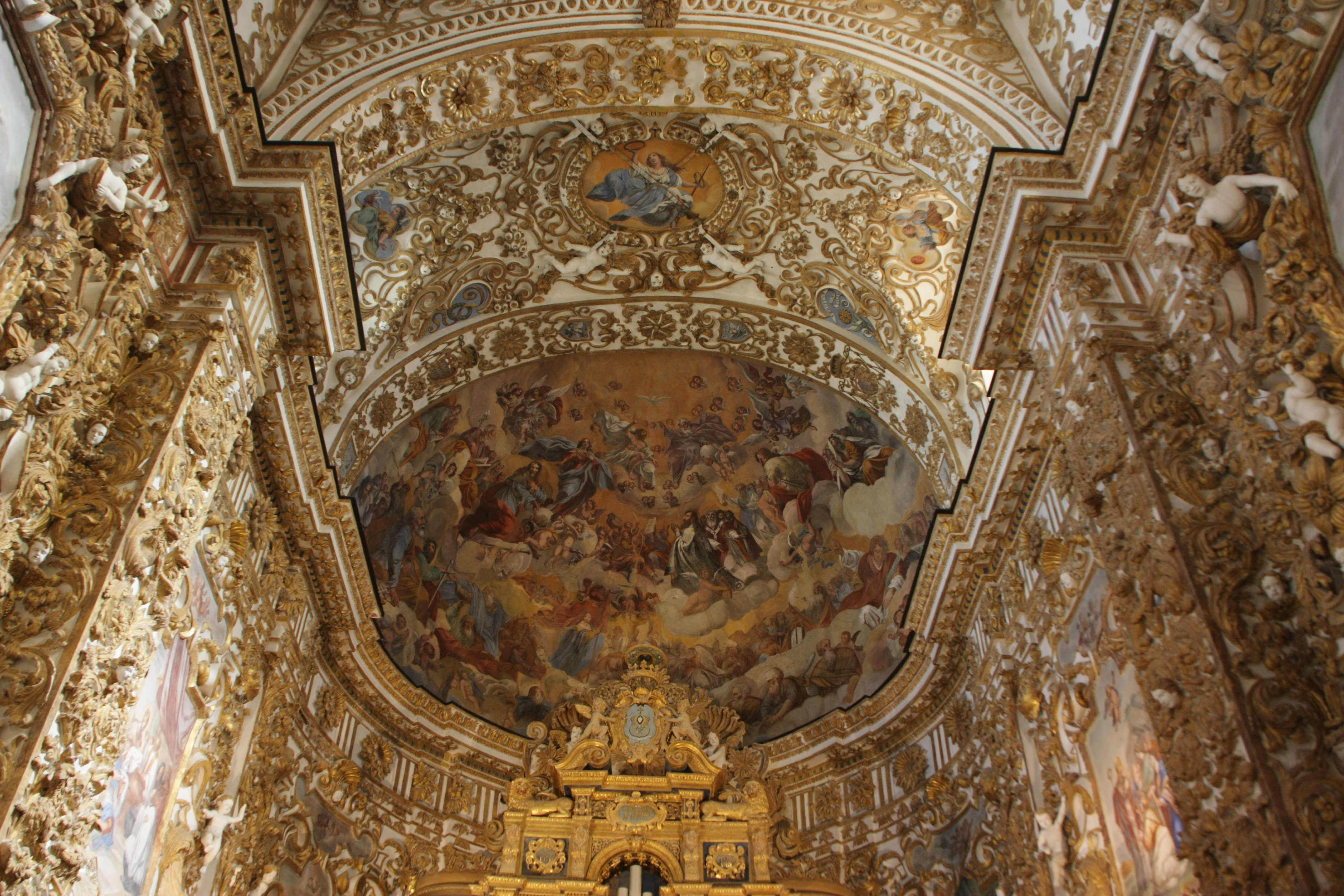
Decorazioni dietro l'altare

Nella facciata meridionale della torre sono evidenti dei richiami decorativi platereschi, con finestre cieche e lo stemma dei Montaperto erosi dal tempo, Nell'insieme risalta la felice combinazione dettata dalla sovrapposizione di stili: da quello normanno a quello gotico - chiaramontano, da quello rinascimentale a quello barocco, questi ultimi derivati nelle tipiche espressioni isolane.

### Esterno
- Scalinata. La particolare posizione sul crinale dello sperone roccioso ha permesso la realizzazione di un'ampia e morbida scalinata formata da cinque rampe di gradini, fiancheggiata da coppie di pilastri in tufo e delimitata da artistiche inferriate. Sul lato sinistro la sede stradale giunge comodamente sul piccolo sagrato parzialmente occupato dall'imponente ed incompiuto campanile del XV secolo.
- Facciata. Due portali laterali, il sinistro murato e il destro formato da delicati archi marmorei sovrapposti, occupano le pareti fresche di restauro raccordate alla parte centrale del prospetto. Il corpo in conci di tufo è costituito da due ordini sovrapposti sormontati da frontone. Coppie di paraste delimitano il portale principale e il grande oculo centrale con vetrata istoriata al secondo livello. Due cornicioni ripartiscono l'insieme mentre le intersezioni delle nervature verticali generano nella parte sommitale, successioni di sezioni di timpano spezzati, sovrapposti e simmetrici che creano un armonioso e dinamico gioco di rilievi. Il portale marmoreo ad arco è di chiara impronta rinascimentale, lesene sormontate da architrave recante ai lati accenni di cimase di timpano ad arco spezzato delimitanti un elaborato fregio centrale, costituito nell'ordine da un cartiglio con iscrizione, uno stemma, un minuscolo timpano ad arco raccordato con volute laterali.
- Portale e prospetto laterale destro. La facciata compresa e dominata dalla parete più decorata della Torre dell'orologio e della Meridiana, vari corpi di fabbrica su più livelli, la Cappella di San Gerlando, la Sacrestia (tutti manufatti addossati al corpo della navata) e le absidi del complesso, si trova ad un livello superiore rispetto al piano stradale. Raccorda l'ingresso laterale destro e l'adiacente balconata una doppia rampa di scale con sviluppo dal centro verso l'esterno. La parete del corpo ecclesiale reca cinque monofore in pietra viva e un portale marmoreo di stile classico.

### Interno
L'impianto a croce latina è caratterizzato da tre navate divise da archi ogivali poggianti su pilastri ottagonali verso l'ingresso, archi a tutto sesto insistono su colonne in prossimità del transetto e combinazioni miste dettate da interventi di restauro.
- Tetto navata centrale. I diversi accostamenti delle tipologie di copertura, al pari degli stili delle strutture portanti, costituiscono un unicum di stratificazioni di molteplici cantieri e interventi patrocinati dai sovrani, ecclesiastici e mecenati in ogni epoca.
  - Soffitto a capriate del 1511 - 1514.[4] Decorazione con figure di santi, personaggi biblici, mascheroni e figure allegoriche, festoni fitomorfi, figure di vescovi e stemmi gentilizi.
  - Soffitto a cassettoni del XVII sec. d'epoca spagnola.[4] Decorazione con aquila bicipite centrale, stemma di Carlo V d'Asburgo. I restauri del 1663 celebrano Filippo IV di Spagna.
  - Cupola realizzata con la tecnica del trompe-l'œil. Le Virtù cardinali raffigurate nei pennacchi sono opere di Michele Blasco.
- Tetto transetto.
  - Soffitto d'epoca spagnola a cassettoni dorati in entrambi i bracci.[4]
- Volte abside.
  - Soffitti ricchi di stucchi ed affreschi che conferiscono carattere solenne e sontuoso all'ambiente.

### Navata destra
- Prima campata: Cappella del Santissimo Crocifisso - Coretto. 
  - Al centro della parete meridionale è collocato un Crocifisso del XVIII secolo. La parete di ponente è arricchita da Altare in marmi mischi del XVII secolo con Urna argentea contenente le reliquie di San Gerlando, opera di Michele Ricca del 1639.[4] Sotto la mensa è collocato il simulacro del Cristo morto del XVII secolo. Addossato alle pareti laterali il Coro ligneo del XVIII secolo ulteriormente arricchite dai dipinti raffiguranti l'Incredulità di san Tommaso, I Discepoli di Emmaus, Il Rinnegamento di Pietro, Giuditta e Oloferne, opere di Nunzio Magro del XVII secolo.
- Seconda campata.
- Terza campata: Lunetta ogivale medievale con affreschi, Nel vano è collocata l'Urna di San Felice Martire del XVII secolo, la tradizione popolare identifica Brandimante eroe raccontato da Ludovico Ariosto nell'Orlando Furioso. Sulla parete è presente il dipinto raffigurante la Vergine con Bambino del 1945.
- Quarta campata:
- Quinta campata: ingresso laterale destro.
- Sesta campata:
- Settima campata:
  - Lunetta ogivale medievale.
  - Lunetta ogivale medievale con affreschi, nel vano è collocata la Pietà o Compianto del Cristo morto, gruppo in terracotta costituito da quattro personaggi, opera del XVI secolo.
- Ottava campata:
- Nona campata: Accesso alla Cappella di San Gerlando. La costruzione con cupola ottagonale eretta tra il 1627 - 1651, custodisce l'altare marmoreo ospitante la statua di San Gerlando, opera di Rocco Jacopelli del XVII secolo. L'ambiente ospita il monumento sepolcrale del vescovo Francesco Traina † 1651 patrocinatore del manufatto.

La parete presenta i seguenti dipinti:
- Tela del Martirio di Sant'Erasmo copia di Nunzio Magro.
- Tela della Madonna del Rosario raffigurata con San Gregorio II agrigentino e le Anime Purganti, opera di Nunzio Magro.
- Dipinto Sacra Famiglia di Fra Felice da Sambuca.
- Dipinto Santi di Fra Felice da Sambuca.

### Navata sinistra
Cappella del Redentore. Sull'altare centrale è collocata la statua di Gesù Appassionato, opera portata in processione il Venerdì Santo dai membri dell'Arciconfraternita del Santissimo Crocifisso della Carità fondata nel 1591.
La parete esterna della navata è arricchita da una teoria di monumenti sepolcrali di vescovi girgentini, in sequenza:
- Monumento funebre di Lorenzo Gioeni d'Aragona † 1754. Opera di Lorenzo Marabitti e Vincenzo Vitagliano.
- Monumento funebre di Anselmo de la Peña † 1729. Opera di ignoto scultore siciliano.
- Monumento funebre di Domenico Maria Lo Jacono † 1860. Opera di maestranze siciliane.
- Monumento funebre di Antonio Branciforte Colonna † 1786. Opera di Federico Siragusa.
- Monumento funebre di Antonio Lanza † 1775. Opera di Leonardo Pennino su progetto di Andrea Gigante.
- Monumento funebre di Francesco Gisulfo e Osorio † 1664. Opera di ignoto scultore siciliano.
- Monumento funebre di Andrea Lucchesi Palli † 1768. Opera di ignoto scultore siciliano.

### Transetto

#### Braccio destro
- Sacrestia.
- Cappella Chiaramontana. Derivata dalla primitiva Cappella di San Giovanni Evangelista del 1281.
- Ingresso Cappella di San Bartolomeo, affreschi.

#### Absidiola destra
- Altare della Madonna delle Grazie. Statua della Vergine col Bambino realizzata dal palermitano Stefano Di Martino nel 1495 d'impronta gaginesca. Tabernacolo e tela della Nascita della Vergine. 
  - Sacrestia monumentale, ingresso. Negli ambienti è custodita un'opera di Giovanni Patricolo, raffigurante i Sacri Cuori di Maria e Gesù del 1833.

#### Abside e altare maggiore

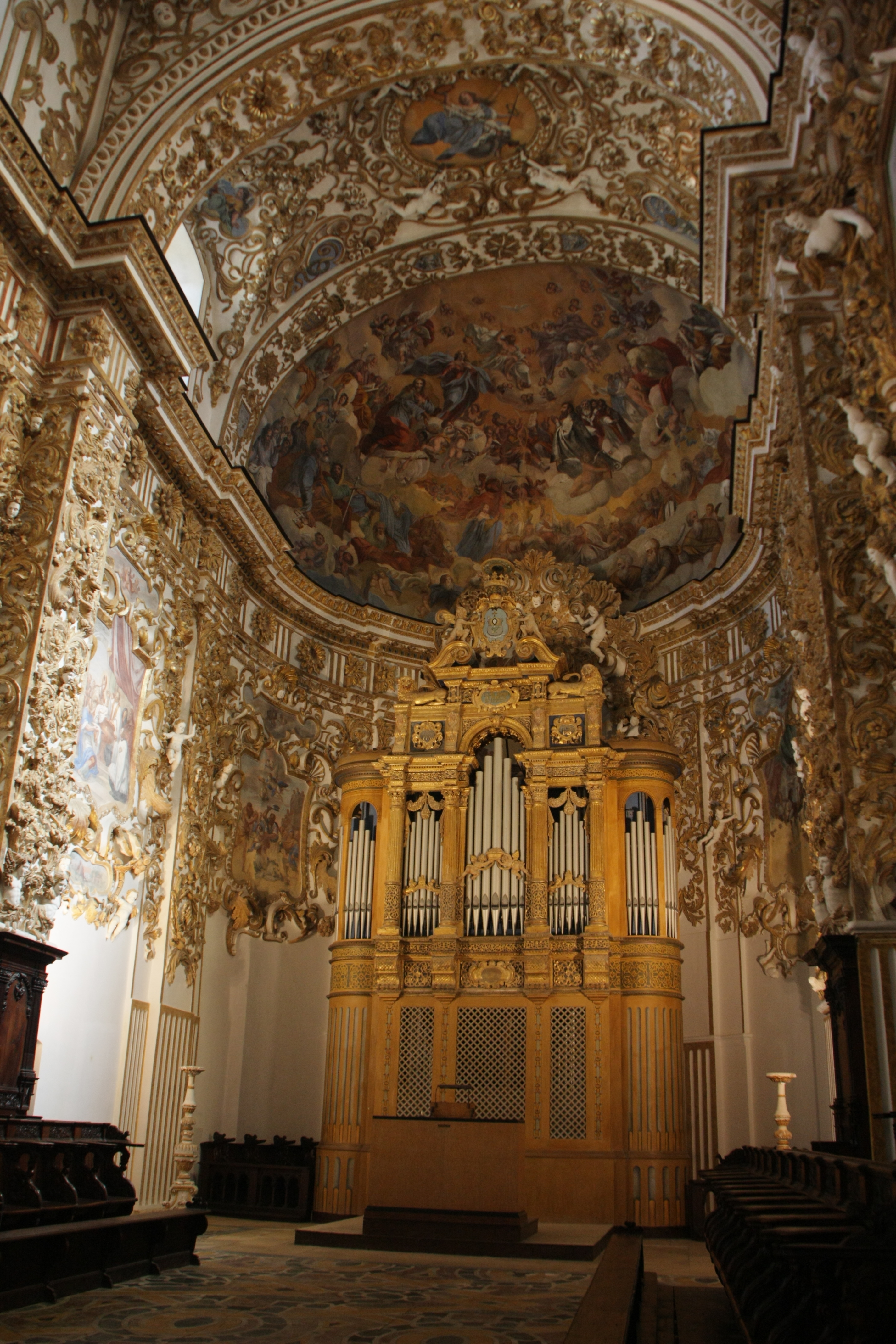
L'organo a canne, al centro dell'abside

Ambiente realizzato da Francesco Traina. L'abside ricca di decorazioni barocche in stucco costituite da festoni, ghirlande, motivi floreali, puttini, d'autore ignoto del XVIII secolo, termina con un organo a canne, coro e stalli di coro ligneo dell'intagliatore Onofrio Vicari del XVII secolo. Sulla volta campeggia un grande affresco l'Apoteosi di Maria assunta in cielo raffigurata tra i dodici apostoli. Nel catino absidale è rappresentato il Paradiso opera dell'abate Michele Blasco.
Incastonati in monumentali cornici i dipinti raffiguranti Santi Vescovi di Vincenzo Bongiovanni del XVII secolo. Miracolo di San Giacomo, San Gerlando evangelizza gli agrigentini, San Gregorio I che profetizza il martirio della Vergine Agrippina, San Gregorio II vescovo di Agrigento.
- Cattedra vescovile. Addossata al pilone destro della finta cupola affrescata, la cattedra episcopale è stata benedetta il 22 febbraio 2022, giorno della festa della Cattedra di San Pietro, dall'arcivescovo Alessandro Damiano, che ne ha promosso la realizzazione.[6] Essa sostituisce quella monumentale fatta realizzare nel 1957 nella ricorrenza del 25º anno di episcopato del vescovo Giovanni Battista Peruzzo.
- Organo a canne Mascioni opus 463, costruito nel 1933, con 49 registri su tre manuali e pedale, a trasmissione elettrica.

#### Absidiola sinistra
- Cappella del Santissimo Sacramento. Ambiente realizzato da Francesco Traina.

#### Braccio sinistro
- Cappella De Marinis: primitiva Cappella di San Girolamo oggi adibita a Battistero. L'ambiente presenta sarcofagi fra cui spicca il monumento funebre di Gaspare de Marinis col coperchio con la figura del defunto giacente, l'arco con le statue della Madonna col Bambino, San Girolamo e San Gerlando del 1493, frutto della collaborazione fra Giovanni Gagini e Andrea Mancino.[7] Le ricognizioni e le documentazioni delle commissioni attribuiscono le sepolture del committente Giosuè De Marinis, barone del Muxaro (o De Marino) † 1535, dell'illustre padre Gaspare De Marinis e del nipote Gaspare De Marinis junior † 1609.

## Opere
Nel 2009, nei locali nord della Cattedrale sono state allestite alcune sale con le opere del Museo diocesano e del Tesoro della cattedrale, poi smantellato a causa del movimento franoso della collina su cui sorge la cattedrale. Dalla torre campanaria invece si accede al Coretto dei canonici e all'Archivio del capitolo. Ai piedi della cattedrale sorgono l'edificio del Museo diocesano progettato da Franco Minissi (1959) e il Seminario arcivescovile.
Altre opere presenti: 
- Tela dell'Immacolata.
- Dipinto raffigurante San Pietro che ordina San Libertino.
- Dipinto raffigurante Scontro armato tra un cavaliere cristiano e gli infedeli.
- Dipinto raffigurante Il Battesimo di San Gregorio II con San Potamione, vescovo di Agrigento e i genitori di Gregorio: Caritone e Teodata.
- Dipinto raffigurante Martirio del vescovo San Libertino.
- Tabernacolo con rilievo cinquecentesco raffigurante San Girolamo.

## Campanile
Torre dell'Orologio e della Meridiana.
La poderosa torre campanaria adiacente al prospetto fu costruita dal canonico Giovanni Montaperto Chiaramonte nel 1470. Il manufatto rimase incompleto dopo la nomina del patrocinatore a vescovo di Mazara del Vallo, eccezione la facciata sud rivestita in "Pietra di Comiso". Ripartita in quattro ordini sovrapposti caratterizzati da finestre cieche in stile gotico - catalano recanti lo stemma gentilizio dei Montaperto al primo e secondo livello, nel terzo ordine si trova una finestra con arco a tutto sesto con balcone, chiudono due alte monofore corrispondenti alla cella campanaria. Limitatamente quest'ultimo ordine, altrettante coppie di aperture sono presenti sulle restanti facce della torre.

## Museo diocesano
- 1877, Primo allestimento di Domenico Turano consistente nel Tesoro dei Vescovi, il Museo storico, il Museo Diocesano. A primo seguirono gli allestimenti e le dislocazioni del 1956, 2009 e 2014.

Oggi il Museo è allestito nel Palazzo vescovile. 
Www.museodiocesanoag.it

## Palazzo vescovile
- XI secolo, Palazzo vescovile.[8] La costruzione originaria fu edificata per volontà del vescovo Gerlando subendo nel corso dei secoli ampliamenti e modifiche.

Danneggiato dal terremoto del 1693 fu immediatamente ripristinato. Nel secolo successivo fu monsignore Andrea Lucchesi Palli ad operarvi consistenti trasformazioni sia nel prospetto che nell'interno. Il progetto fu eseguito da Domenico Dolcemascolo di Sciacca nel 1757. I balconi furono eseguiti da Diego Pennica nel 1755, mentre Filippo Zirafa si occupò negli stessi anni della trasformazione dell'appartamento vescovile.
Splendido il portale d'ingresso delimitato da due eleganti colonne sorreggenti il semplice balcone dominato da un timpano aperto al centro contenente lo stemma del vescovo Andrea Lucchese Palli contornato da due puttini.
Si deve al vescovo Saverio Granata, messinese dei Chierici regolari Teatini, il rifacimento dello scalone d'ingresso all'episcopio, dove in una nicchia è stata posta la bella statua marmorea di Santa Maria di Monserrato della scuola di Domenico Gagini.

## Seminario vescovile
Le primitive strutture del seminario vescovile sono documentate presso il palazzo denominato Hosterium Magnum, residenza nobiliare del casato dei Chiaramonte, costruzione ubicata sul piano della cattedrale. 
- 1574, Seminario fondato dal vescovo Cesare Marullo completato nel 1611, al suo interno è presente un elegante ampio atrio porticato con due ordini di logge.

## Curiosità
- Nella cattedrale si verifica il fenomeno cosiddetto portavoce. Infatti chiunque si trovi nel presbiterio può sentire ciò che viene detto, anche a bassa voce da una persona posizionata all'ingresso della chiesa, ad una distanza di ben 85 metri. Il fenomeno è ancora più curioso se si pensa che è impossibile ripeterlo nel senso inverso.
- Alla cattedrale è legata anche la Lettera del Diavolo, una lettera che, secondo la leggenda, una suora avrebbe ricevuto direttamente dal Diavolo per tentarla.[9]
- Presso l'Archivio Capitolare metropolitano è custodito il Tabulario del Giustiziere della valle di Girgenti.

## Feste religiose
- 25 febbraio, Festa di San Gerlando.